# Klimax (aktionsgrupp)
Klimax var ett nätverk av klimataktivistiska aktionsgrupper som bildades 2007. Lokalgrupper fanns i Göteborg, Linköping, Malmö, Stockholm och Uppsala.  Grupperna gjorde aktioner för att få uppmärksamhet kring klimatförändringen och få till stånd politisk förändring. Klimax första aktion var en blockad av startbanan på Bromma flygplats i april 2007. Gruppen var besviken över den svaga uppmärksamheten den väckte, och den ledde till att åtta av aktivisterna dömdes för olaga intrång. Gruppen genomfört ett flertal civil olydnads-aktioner, bland annat ställt sig mitt på bilvägar med banderoller och i upp till en timme stoppat biltrafiken.Klimax deltog, vid sidan av många andra grupper, i protestaktioner vid Förenta nationernas klimatkonferens i Köpenhamn 2009.

## Organisation
Klimax var en sorts platt organisation som mera kan liknas vid ett nätverk. De hade ingen formell organisationsstruktur med valda styrelser och liknande, och de för inte heller något medlemsregister. Alla som höll med om Klimax plattform var välkomna att engagera sig i en lokalgrupp eller starta en ny om det inte finns i ett område. Klimax använde sig av direkt aktion som arbetsmetod. Ibland innebar det även att de använder sig av civil olydnad. Klimax tog i sin plattform ställning för att alla deras aktioner ska ske enligt principen om icke-våld.

## Ideologi
Klimax ansåg att klimatförändringarna inte kan hindras endast genom att individerna får ansvar att själva byta livsstil. Istället krävs politisk förändring och en hel omställning av samhället så att det stabiliserar klimatet istället för att försämra det. Man ville även lyfta fram klimatförändringarnas rättviseaspekter. Rika personer släpper ut mer koldioxid än fattiga, medan det är personer i fattiga länder som drabbas hårdast av klimatförändringarna. Även omställningen till ett hållbart samhälle måste ske på ett rättvist sätt.

## Klimatfestivalen Muller
Nätverket arrangerade 20-22 november 2009 en festival med klimattema, kallad "Muller" i Kvinnofolkhögskolan i Göteborg. Över 30 föreläsare med allt från akademiska talare till praktisk aktivism och skogsexkursion förekom. Föreläsare som Brian Palmer, Helena Tagesson-Rignér, Rikard Warlenius samsades med organisationer som Jordens Vänner, Loesje, Transition Towns.

## Asfaltsindianerna
Under namnet Asfaltsindianerna tömde grupper ur Klimax ut luften från däcken på stadsjeepar i Sveriges större städer. De lämnade också ett flygblad på vindrutan med rubriken "Din stadsjeep dödar", där de tog på sig ansvaret och förklarade att det var för att stadsjeeparna drog onödigt mycket bensin.